# Brandice Canes-Wrone
Brandice Judith Canes-Wrone (* 1971 in Washington, D.C. als Brandice Judith Canes) ist eine US-amerikanische Politologin. Seit 2022 ist sie Professorin für Politikwissenschaft an der Stanford University und Senior Fellow an der dortigen Hoover Institution. Zuvor war sie von 2004 bis 2022 an der Princeton University tätig.

## Werdegang
Canes-Wrone studierte Wirtschaftswissenschaften an der Princeton University, wo sie 1993 mit einem Bachelor of Arts und zusätzlichen Diplomen in Politischer Ökonomie sowie in Musikwissenschaft abschloss. Anschließend nahm sie an der Stanford University ein Promotionsstudium in Politischer Ökonomie auf, wo sie 1998 mit ihrer Dissertation Essays in Executive Branch Policy Influence unter der Betreuung von Keith Krehbiel promoviert wurde.
Ab 1998 war sie als Assistant Professor für Politikwissenschaft am Massachusetts Institute of Technology tätig. Nach einem Gastaufenthalt am California Institute of Technology von 2001 bis 2002 erhielt sie 2002 eine Stelle als Associate Professor für Politikwissenschaft an der Northwestern University. 2004 wechselte sie in gleicher Funktion an die Princeton University, wo sie 2008 schließlich auf eine volle Professur für Politikwissenschaft und öffentliche Angelegenheiten berufen wurde. 2012 erhielt sie in Princeton die Donald-E.-Stokes-Professur für Öffentliche und Internationale Angelegenheiten und war von 2013 bis 2014 zudem Mitglied des Institute for Advanced Study. 2022 wechselte sie an die Stanford University, wo sie Professorin für Politikwissenschaft sowie Senior Fellow an der dortigen Hoover Institution wurde.
Seit 2016 ist Canes-Wrone Mitglied der American Academy of Arts and Sciences.

## Forschung
Inhaltlich beschäftigt sich Canes-Wrone in ihrer Forschung mit politischen Institutionen, politischem Verhalten und politischer Ökonomie der Vereinigten Staaten. Ihre Schwerpunkte liegen dabei vor allem auf dem Verhältnis von Repräsentation und politischer Rechenschaft sowie dem Zusammenhang zwischen öffentlicher Meinung und Politikinhalten, wobei sie in ihren Arbeiten insbesondere das Verhalten der US-Präsidenten untersuchte.
Laut Google Scholar wurden ihre Publikationen bisher über 5.400 Mal in anderen wissenschaftlichen Arbeiten zitiert, bei einem h-Index von 23. Die meistzitierte Veröffentlichung ist dabei ihr gemeinsam mit David W. Brady und John F. Cogan verfasster Artikel Out of Step, Out of Office: Electoral Accountability and House Members’ Voting, der 2002 im American Political Science Review erschien und in dem die Autoren den Zusammenhang zwischen dem Abstimmungsverhalten von Mitgliedern des US-amerikanischen Repräsentantenhaus im Vergleich zu ihrer Partei mit ihren späteren Wiederwahlergebnissen untersuchen. Bisher verweisen mehr als 1.100 andere Arbeiten auf diesen Artikel (Stand jeweils Juli 2023).

## Werke (Auswahl)
- Who Leads Whom? Presidents, Policy, and Public. University of Chicago Press, 2005
- Als Herausgeberin mit Charles M. Cameron, Sanford C. Gordon, Gregory A. Huber: Accountability Reconsidered: Voters, Interests, and Information in US Policymaking. Cambridge University Press, 2023.